# Базош Гуе
Базош Гуе (фр. Bazoche-Gouet) насеље је и општина у централној Француској у региону Центар (регион), у департману Ер и Лоар која припада префектури Ножан ле Ротру.
По подацима из 2011. године у општини је живело 1.293 становника, а густина насељености је износила 34,54 становника/km². Општина се простире на површини од 37,44 km². Налази се на средњој надморској висини од 196 метара (максималној 229 m, а минималној 164 m).

## Демографија
| 1962. | 1968. | 1975. | 1982. | 1990. | 1999. | 2011. |
| ----- | ----- | ----- | ----- | ----- | ----- | ----- |
| 1.463 | 1.529 | 1.451 | 1.311 | 1.281 | 1.249 | 1.293 |

График промене броја становника у току последњих година